# 奇经八脉
奇經八脈，中医学概念，指“別道奇行”的經脈，有別於“十二正經”（十二經脈），八脈包括督脈、任脈、沖脈、帶脈、陰維脈、陽維脈、陰蹻脈、陽蹻脈。奇經八脈對十二經脈氣血有著蓄積、滲灌的調節作用。奇經八脈猶如湖泊大澤，而十二經脈之氣則猶如江河之水，經由奇經八脈的調節、蓄積，使人體氣血輸布灌流組織之機能更加旺盛、有效率。所以《難經》以為：“比於聖人圖設溝渠，溝渠滿溢，流於深湖故聖人不能拘通也。而人脈隆盛，入於八脈，而不環周，故十二經亦不能拘之。”
奇經八脈歌訣吟：「正經經外是奇經，八脈分司各有名，任脈衽前督於後，衝起會陰腎同行。陽蹻跟外膀胱別，陰起跟前隨少陰，陽維維絡諸陽脈，陰維維絡在諸陰。帶脈圍腰如束帶，不由常度號奇經。」明代李時珍著《奇經八脈考》，此書中李時珍以為《難經》對於奇經八脈比於“溝渠”的講法，是發《靈樞》之所未發，“正經之脈降盛，則溢於奇經。故秦越人比之天雨降下，溝渠溢滿，霶霈妄行，流於湖澤；此發《靈》、《素》未發之秘者也。八脈散在群書者，略而不悉……”。

## 在虛構作品
- 在武俠小說之中，常描寫成打通奇經八脈，能使內力大增，藉以提升武功之功力。[來源請求]